# مینا کارلسون
مینا کارلسون (به انگلیسی: Minnah Karlsson) (زاده ۲۶ مارس ۱۹۸۹) خواننده سوئدی است.